# Norwalk (Wisconsin)
Norwalk ist eine Gemeinde (mit dem Status „Village“) im Monroe County im US-amerikanischen Bundesstaat Wisconsin. Im Jahr 2010 hatte Norwalk 638 Einwohner.

## Geografie
Norwalk liegt im mittleren Westen Wisconsins, rund 50 km östlich des Mississippi, der die Grenze Wisconsins zu Minnesota bildet. Die ebenfalls am Mississippi gelegene Schnittstelle der drei Bundesstaaten Wisconsin, Minnesota und Iowa befindet sich rund 70 km südwestlich.
Die geografischen Koordinaten von Norwalk sind 43°49′50″ nördlicher Breite und 90°37′18″ westlicher Länge. Das Gemeindegebiet erstreckt sich über eine Fläche von 2,72 km² und wird vollständig von der Town of Ridgeville umgeben, ohne dieser anzugehören.
Nachbarorte von Norwalk sind Tomah (24,6 km nordöstlich), Wilton (9,2 km östlich), Ontario (14,2 km südlich), Cashton (18,7 km südwestlich), Leon (22 km westnordwestlich) und Sparta (23 km nordwestlich).
Wenige Kilometer nördlich von Norwalk befindet sich mit FortMcCoy eine Garnison der U.S. Army.
Die nächstgelegenen größeren Städte sind Wausau (184 km nordöstlich), Wisconsins größte Stadt Milwaukee (279 km westsüdwestlich), Wisconsins Hauptstadt Madison (161 km südöstlich), Rockford in Illinois (278 km in der gleichen Richtung), die Quad Cities in Illinois und Iowa (294 km südlich), La Crosse am Mississippi (67,6 km westlich), Rochester in Minnesota (177 km in der gleichen Richtung) und die Twin Cities in Minnesota (294 km nordwestlich).

## Verkehr
Der Wisconsin State Highway 71 verläuft als Hauptstraße durch Norwalk. Alle weiteren Straßen sind untergeordnete Landstraßen, teils unbefestigte Fahrwege sowie innerörtliche Verbindungsstraßen.
Mit dem Elroy-Sparta State Trail verläuft auf der Trasse einer ehemaligen Eisenbahnstrecke der früheren Chicago and North Western Railway ein Rail Trail für Wanderer und Radfahrer. Im Winter kann der Wanderweg auch mit Schneemobilen befahren werden.
Mit dem Sparta/Fort McCoy Airport befindet sich 22,4 km nordwestlich von Norwalk ein in Besitz der U.S. Army befindlicher Flugplatz, der auch für zivile Nutzung (Allgemeine Luftfahrt) geöffnet ist. Der nächstgelegene Verkehrsflughafen ist der La Crosse Regional Airport (65 km westlich).

## Bevölkerung
Nach der Volkszählung im Jahr 2010 lebten in Norwalk 638 Menschen in 215 Haushalten. Die Bevölkerungsdichte betrug 234,6 Einwohner pro Quadratkilometer. In den 215 Haushalten lebten statistisch je 2,97 Personen.
Ethnisch betrachtet setzte sich die Bevölkerung zusammen aus 70,1 Prozent Weißen, 0,2 Prozent (eine Person) amerikanischen Ureinwohnern, 1,1 Prozent Asiaten sowie 27,3 Prozent aus anderen ethnischen Gruppen; 1,4 Prozent stammten von zwei oder mehr Ethnien ab. Unabhängig von der ethnischen Zugehörigkeit waren 35,1 Prozent der Bevölkerung spanischer oder lateinamerikanischer Abstammung.
30,1 Prozent der Bevölkerung waren unter 18 Jahre alt, 59,6 Prozent waren zwischen 18 und 64 und 10,3 Prozent waren 65 Jahre oder älter. 50,2 Prozent der Bevölkerung waren weiblich.
Das mittlere jährliche Einkommen eines Haushalts lag bei 44.167 USD. Das Pro-Kopf-Einkommen betrug 17.225 USD. 15,1 Prozent der Einwohner lebten unterhalb der Armutsgrenze.

## Bekannte Bewohner
- John J. Esch (1861–1941) – langjähriger republikanischer Abgeordneter des US-Repräsentantenhauses (1899–1921) – geboren in Norwalk